# Zemgalu purvs
Zemgalu purvs este o arie protejată (arie specială de conservare — SAC, sit de importanță comunitară — SCI, arie de protecție specială avifaunistică — SPA) din Letonia întinsă pe o suprafață de 461,94 ha, integral pe uscat.

## Localizare
Centrul sitului Zemgalu purvs este situat la coordonatele 57°24′03″N 22°41′09″E / 57.4007°N 22.6858°E.

## Înființare
Situl Zemgalu purvs a fost declarat arie de protecție specială avifaunistică în decembrie 2002 pentru a proteja 4 specii de animale. Alte tipuri de protecție:
- sit de importanță comunitară (în mai 2004)
- arie specială de conservare (în mai 2004)[1][3][4]

## Biodiversitate
Situată în ecoregiunea boreală, aria protejată conține 6 habitate naturale: Turbării active, Mlaștini oligotrofe degradate, capabile încă de regenerare naturală, Depresiuni pe substraturi de turbă de Rhynchosporion, Taiga vestică, Păduri caducifoliate bătrâne naturale hemiboreale fino-scandinave (Quercus, Tilia, Acer, Fraxinus sau Ulmus) bogate în specii epifite, Mlaștini împădurite.
La baza desemnării sitului se află mai multe specii protejate de  păsări (4): caprimulg (Caprimulgus europaeus), cocor (Grus grus), ciocârlie de pădure (Lullula arborea), cocoșul de mesteacăn (Tetrao tetrix tetrix)
Pe lângă speciile protejate, pe teritoriul sitului au mai fost identificate 2 specii de plante, 1 specie de nevertebrate.